# Hernani Fortuna
Hernani Goulart Fortuna GOMM (São Luís, 9 de junho de 1932) é um almirante brasileiro filiado ao União Brasil (UNIÃO). Foi comandante da Escola Superior de Guerra durante os governos Collor e Itamar Franco.
Ingressou na Marinha do Brasil em 1949, depois que passou no concurso para a Escola Naval, no Rio de Janeiro. Após passar pelo comando da Escola Superior de Guerra, em 1989, foi para a reserva da Marinha. Durante sua passagem pela ESG, o Almirante Fortuna foi o responsável pela reformulação da doutrina transmitida na escola – intitulada Manual Básico da ESG. e a instituição trocou a doutrina da segurança nacional pelo da construção da cidadania.
Em agosto de 1990, como almirante-de-esquadra, Fortuna foi condecorado pelo presidente Fernando Collor com a Ordem do Mérito Militar no grau de Grande-Oficial especial.
O almirante foi indicado pelo então presidente Itamar Franco ao Ministério da Marinha, mas divergências com o ministro da Secretaria de Assuntos Estratégicos, Mário César Flores, tiraram-no da disputa. Em 1993, deixa o comando da ESG, tendo sua vaga herdade pelo tenente-brigadeiro Sérgio Xavier Ferolla. No mesmo ano, filia-se ao PSC para disputar uma vaga de deputado federal pelo Rio de Janeiro.
Em 1994, no entanto, abriu mão da disputa estadual e lançou sua candidatura nas Eleições presidenciais de 1994, tambem pelo PSC, tendo Vitor Nósseis (presidente do partido) como vice em sua chapa. Antes da campanha, criticou a Ditadura Militar, dizendo que a mesma havia inibido o surgimento de novas lideranças políticas no Brasil.
Durante a eleição presidencial, participou de debates junto à Fernando Henrique Cardoso, Leonel Brizola e Luiz Inácio da Silva e outros. Almirante Fortuna recebeu apenas 238.127 votos (0,38% dos votos), ficando em último lugar na disputa. Após não disputar nenhum cargo eletivo em 1996, tentou uma vaga na Câmara dos Deputados pelo PFL (antigo Democratas e atualmente União Brasil) em 1998. Recebeu apenas 3.781 votos (0,07% do total), encerrando sua carreira política no mesmo ano.